# Lecithoceridae
Lecithoceridae är en familj av fjärilar. Lecithoceridae ingår i överfamiljen Gelechioidea, ordningen fjärilar, klassen egentliga insekter, fylumet leddjur och riket djur. Enligt Catalogue of Life omfattar familjen Lecithoceridae 822 arter. 

## Bildgalleri

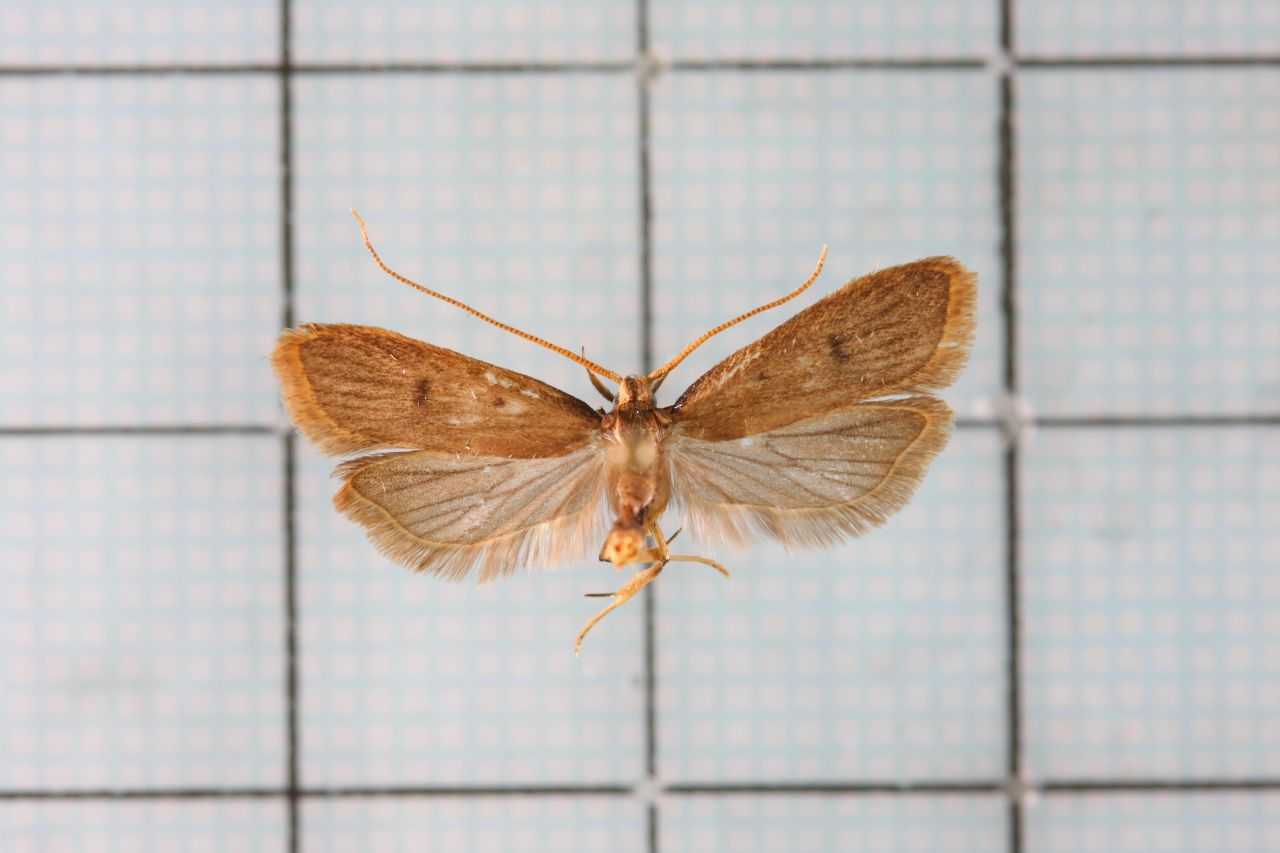
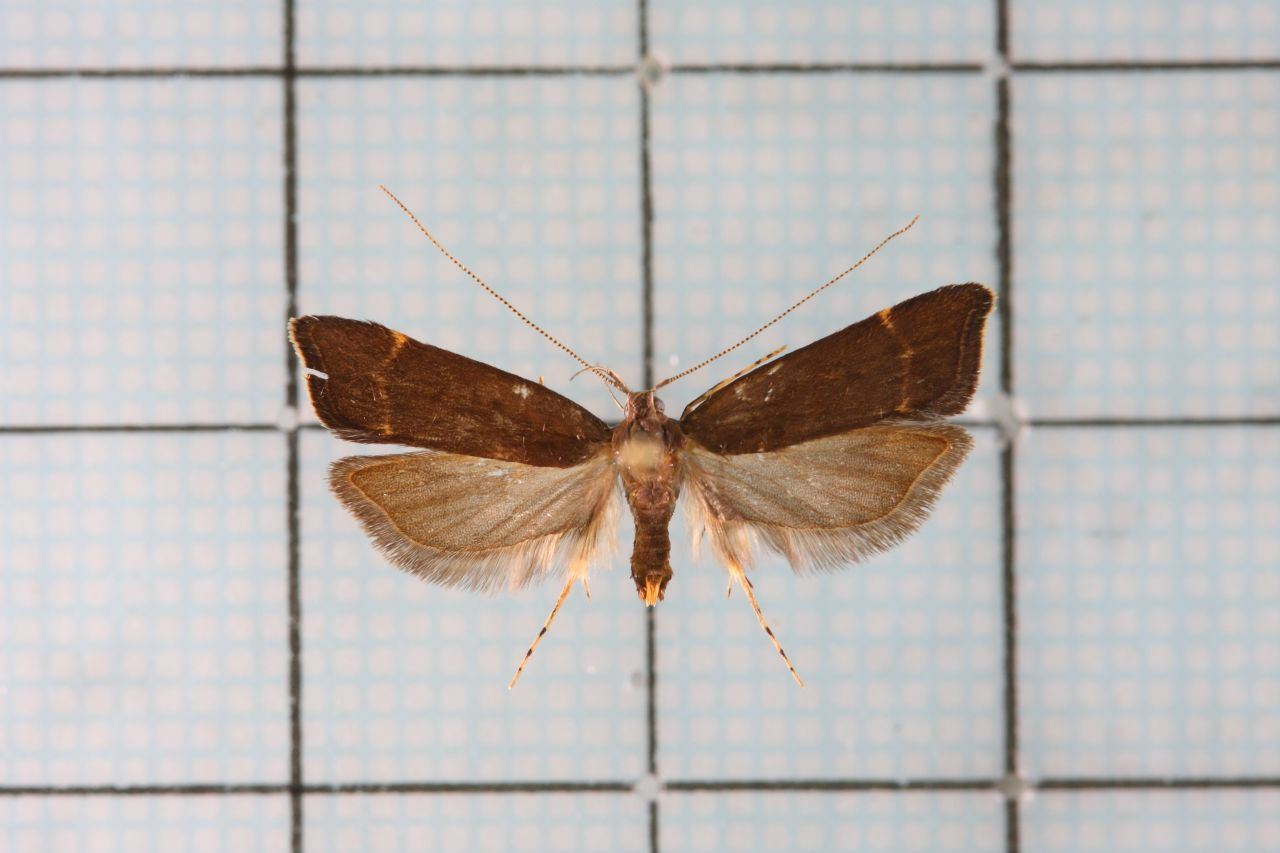
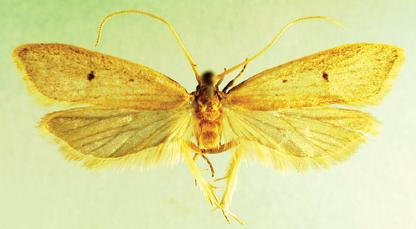
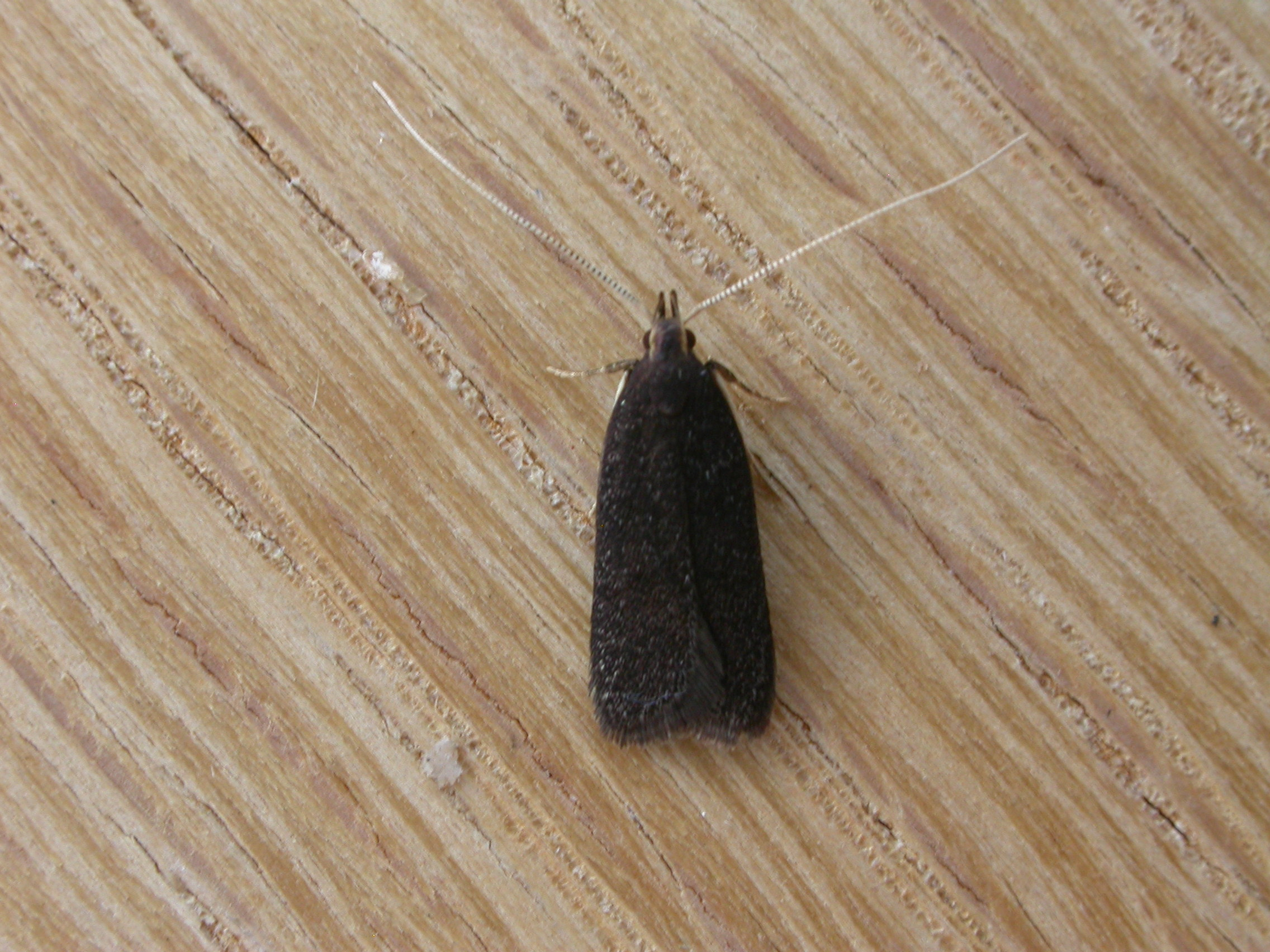
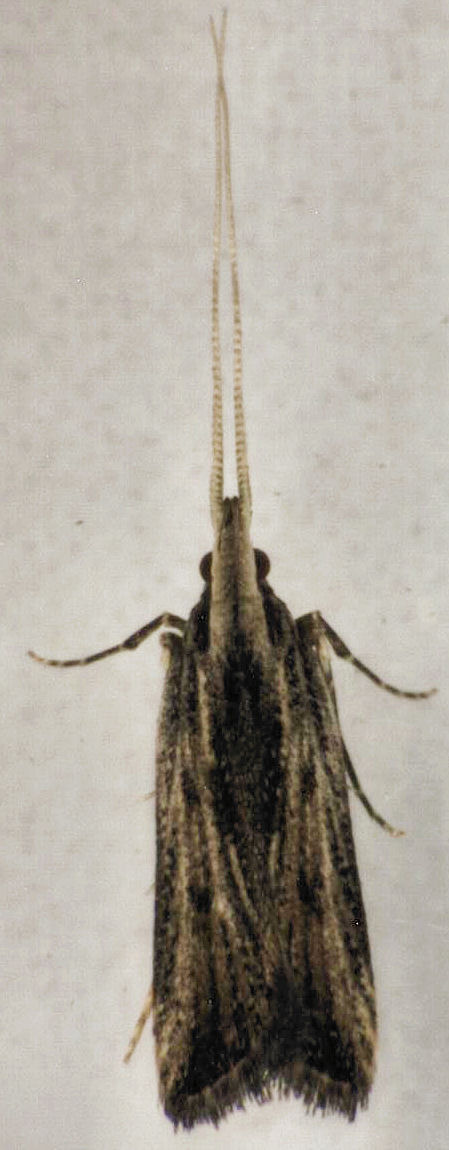
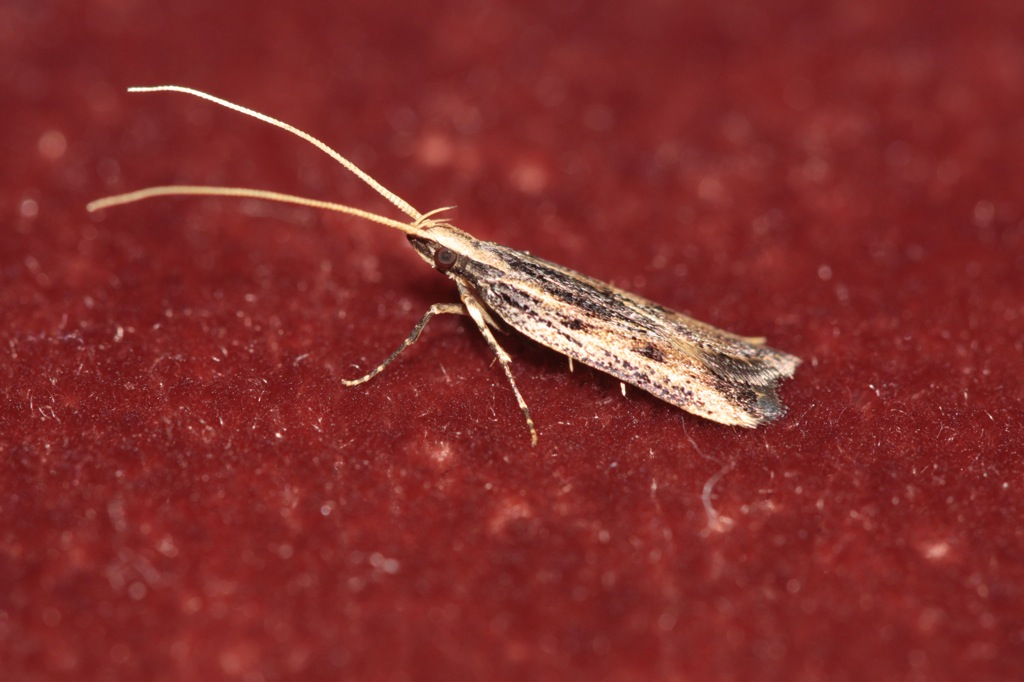

## Dottertaxa till Lecithoceridae, i alfabetisk ordning[1]
- Abrachmia
- Achoria
- Aeolanthes
- Amaloxestis
- Anamimnesis
- Anaxyrina
- Andusia
- Antiochtha
- Aproparia
- Asmenistis
- Athymoris
- Atrichozancla
- Carodista
- Catacreagra
- Ceuthomadarus
- Crocanthes
- Crocogma
- Cubitomoris
- Cynicocrates
- Cynicostola
- Deltoplastis
- Dinochares
- Dolichotorna
- Doxogenes
- Dragmatucha
- Eccedoxa
- Enthetica
- Epharmonia
- Epimactis
- Eridachtha
- Eurodachtha
- Frisilia
- Halolaguna
- Heteralcis
- Heterodeltis
- Heteroderces
- Hoenea
- Homaloxestis
- Hygroplasta
- Hyperochtha
- Hyptiastis
- Idiopteryx
- Ilioparsis
- Isotypa
- Lecithocera
- Lecitholaxa
- Merocrates
- Mexytocerus
- Mnesteria
- Monerista
- Neocorodes
- Nephelographa
- Nosphistica
- Nyctocyrma
- Oecia
- Olbothrepta
- Opacoptera
- Orphanoclera
- Oxygnostis
- Parelliptis
- Phanoschista
- Phatnotis
- Philarachnis
- Philharmonia
- Philoptila
- Placanthes
- Plagiocrossa
- Pompographa
- Protolychnis
- Psammoris
- Pseudocrates
- Ptilothyris
- Quassitagma
- Recontracta
- Rhizosthenes
- Rhyparomatrix
- Sarisophora
- Scaeostrepta
- Scythropiodes
- Siderostigma
- Siovata
- Sisyrodonta
- Spatulignatha
- Sphaerolbia
- Stryphnocopa
- Synesarga
- Technographa
- Tegenocharis
- Teucrodoxa
- Thamnopalpa
- Thubana
- Thymbritis
- Timyra
- Tirasia
- Tiriza
- Tisis
- Torodora
- Trichoboscis